# Xandrames sericea
Xandrames sericea är en fjärilsart som beskrevs av Butler 1881. Xandrames sericea ingår i släktet Xandrames och familjen mätare. Inga underarter finns listade i Catalogue of Life.